# Улној
Улној (фр. Aulnoy) је насељено место у Француској у региону Париски регион, у департману Сена и Марна.
По подацима из 2011. године у општини је живело 386 становника, а густина насељености је износила 27,09 становника/km².

## Демографија
| 1962. | 1968. | 1975. | 1982. | 1990. | 2011. |
| ----- | ----- | ----- | ----- | ----- | ----- |
| 252   | 251   | 240   | 287   | 296   | 386   |